# Семюел Обенг
Семюел Обенг (англ. Samuel Obeng, нар. 15 травня 1997) — ганський футболіст, нападник марокканського клубу «Відад» (Касабланка).

## Клубна кар'єра
Народився 15 травня 1997 року у Гані, але у віці 10 років переїхав до Іспанії, де займався футболом у клубах «Манлеу» та «Хетафе», а 2016 року виступами за резервну команду «Жирона Б», в якій провів один сезон.
У 2017 році його було віддано в оренду на рік до клубу «Гранульєс» у Терсері, після чого 5 серпня 2018 року він підписав контракт з клубом «Калаорра».
У березні 2019 року Обенг уклав попередній контракт з клубом «Реал Ов'єдо», який набув чинності 1 липня. Спочатку він грав за резервну команду у Терсері, а дебютував у основній команді 18 серпня, вийшовши на заміну у виїзному матчі проти «Депортіво» (Ла-Корунья), де забив гол, але його команда все одно програла 2:3. Відіграв за клуб з Ов'єдо наступні три сезони своєї ігрової кар'єри. Більшість часу, проведеного у складі «Реала Ов'єдо», був основним гравцем атакувальної ланки команди.
30 січня 2023 року його було віддано в оренду до клубу «Уеска», де провів наступні півтора роки. Після цього у серпні 2024 року Обенг приєднався до португальської команди «Каза Піа».
У лютому 2025 року Обенг підписав контракт з марокканським клубом «Відад» (Касабланка).

## Виступи за збірну
2019 року залучався до складу молодіжної збірної Гани. На молодіжному рівні зіграв у 5 офіційних матчах, забив 2 голи.

## Статистика виступів

### Статистика клубних виступів
Статистика оновлена станом на 9 травня 2021 року.
| Сезон             | Команда           | Чемпіонат         | Чемпіонат | Чемпіонат | Національний кубок | Національний кубок | Національний кубок | Континентальні кубки | Континентальні кубки | Континентальні кубки | Інші змагання | Інші змагання | Інші змагання | Усього | Усього | Усього |
| Сезон             | Команда           | Ліга              | Ігор      | Голів     | Ліга               | Ігор               | Голів              | Ліга                 | Ігор                 | Голів                | Ліга          | Ігор          | Голів         | Ігор   | Голів  |        |
| ----------------- | ----------------- | ----------------- | --------- | --------- | ------------------ | ------------------ | ------------------ | -------------------- | -------------------- | -------------------- | ------------- | ------------- | ------------- | ------ | ------ | ------ |
| 2017–18           | «Гранульєс»       | СДБ               | 30        | 10        | КІ                 | 0                  | 0                  |                      | -                    | -                    |               | -             | -             | 30     | 10     |        |
| 2018–19           | «Калаорра»        | СДБ               | 28        | 7         | КІ                 | 1                  | 0                  |                      | -                    | -                    |               | -             | -             | 29     | 7      |        |
| 2019–20           | «Реал Ов'єдо Б»   | СДБ               | 13        | 4         |                    | -                  | -                  |                      | -                    | -                    |               | -             | -             | 13     | 4      |        |
| 2019–20           | «Реал Ов'єдо»     | СД                | 17        | 3         | КІ                 | 1                  | 0                  |                      | -                    | -                    |               | -             | -             | 19     | 3      |        |
| 2020–21           | «Реал Ов'єдо»     | СД                | 33        | 3         | КІ                 | 2                  | 0                  |                      | -                    | -                    |               | -             | -             | 35     | 3      |        |
| Усього за кар'єру | Усього за кар'єру | Усього за кар'єру | 121       | 27        |                    | 4                  | 0                  |                      | -                    | -                    |               | -             | -             | 125    | 27     |        |